# 大隅諸島
大隅諸島（おおすみしょとう）は、南西諸島のうち鹿児島県に属する薩南諸島北部の島嶼群。南西諸島および薩南諸島の最北部に該当する。屋久島・種子島・口永良部島・馬毛島などからなる諸島で、竹島・硫黄島・黒島を含む場合もある。熊毛諸島（くまげしょとう）、大隅群島（おおすみぐんとう）の別名がある。
大隅諸島のうち、種子島・屋久島・口永良部島の3島を熊毛諸島、竹島・硫黄島・黒島の3島を三島もしくは上三島という場合がある。

## 地理

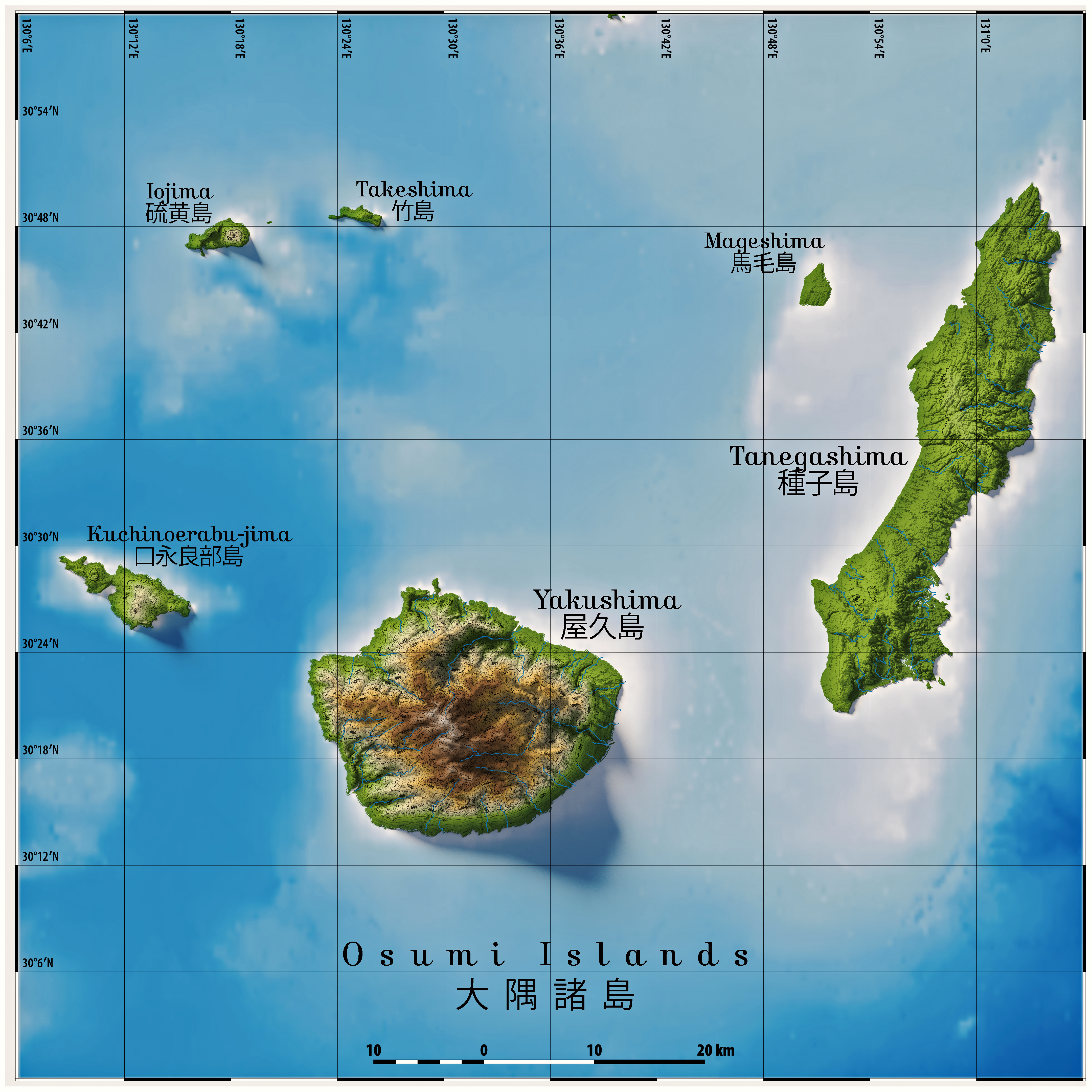
大隅諸島と口之三島（中央上方から左にかけての3島）

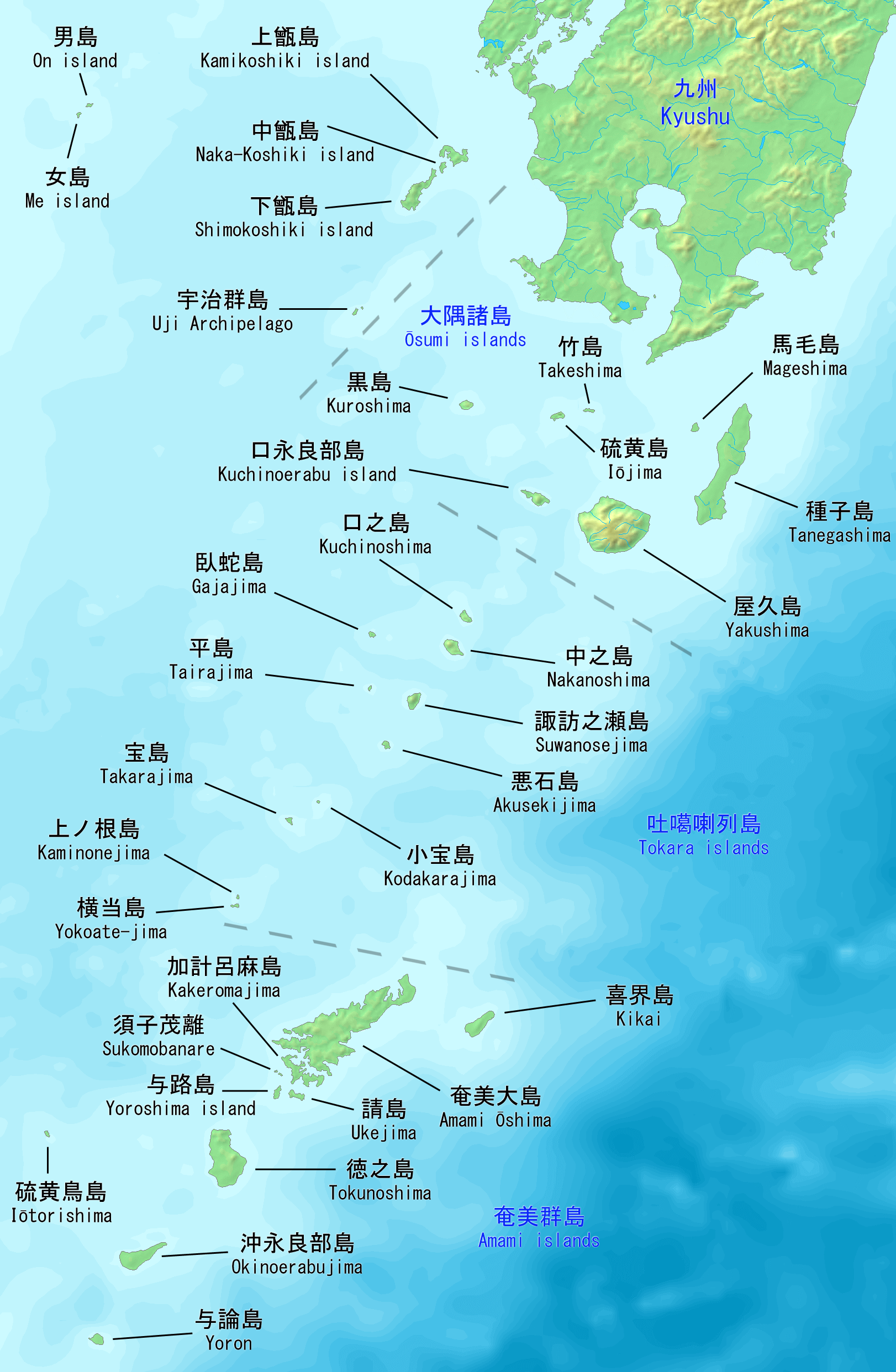
薩南諸島と大隅諸島

鹿児島県に属し、種子島、屋久島、口永良部島、馬毛島などから成る。黒島、硫黄島、竹島の上三島については、大隅諸島に含まれるとする説と含まれないとする説がある。
天気予報では「種子島・屋久島地方」という区分がよく使われる。この場合には、種子島、屋久島、口永良部島に加えて、黒島、硫黄島、竹島の上三島が含まれる。また、さらに「種子島地方」と「屋久島地方」とに細分する場合には、「種子島地方」には種子島、馬毛島及び上三島が含まれ、「屋久島地方」には屋久島、口永良部島が含まれる。なお、天気予報における区分では、従来、「南西諸島」に「種子島・屋久島地方」を含める場合と含めない場合があったが、2007年4月1日の予報用語の改正に伴い、「南西諸島」は「種子島・屋久島地方」を含む場合のみに用いることとされた。

## 島嶼
| 画像                                                         | 名称       | 面積 (km2) | 人口 (人) | 最高標高 (m) | 最高峰   | 座標                                                                      |
| ------------------------------------------------------------ | ---------- | ---------- | --------- | ------------ | -------- | ------------------------------------------------------------------------- |
|                                                              | 屋久島     | 504.88     | 13,178    | 1935         | 宮之浦岳 | 北緯30度21分31秒 東経130度31分43秒 / 北緯30.35861度 東経130.52861度       |
|                                                              | 種子島     | 444.99     | 33,000    | 282.0        |          | 北緯30度34分26秒 東経130度58分52秒 / 北緯30.57389度 東経130.98111度       |
|                                                              | 口永良部島 | 38.04      | 147       | 657          | 古岳     | 北緯30度28分 東経131度11分 / 北緯30.467度 東経131.183度                   |
|                                                              | 馬毛島     | 8.2        | 無人      | 71.7         | 岳之越   | 北緯30度44分29.9秒 東経130度51分16.9秒 / 北緯30.741639度 東経130.854694度 |
|                                                              | 黒島       | 15.37      | 199       | 621.9        | 櫓岳     | 北緯30度50分5.6秒 東経129度57分20.7秒 / 北緯30.834889度 東経129.955750度  |
|                                                              | 硫黄島     | 11.65      | 142       | 703.7        | 硫黄岳   | 北緯30度47分27秒 東経130度17分46秒 / 北緯30.79083度 東経130.29611度       |
|                                                              | 竹島       | 4.2        | 78        | 220.0        | マゴメ山 | 北緯30度48分50秒 東経130度25分2.1秒 / 北緯30.81389度 東経130.417250度     |
|                                                              | 昭和硫黄島 | 0.07       | 無人      | 24           |          | 北緯30度48分15秒 東経130度20分30秒 / 北緯30.80417度 東経130.34167度       |
|                                                              | デン島     | 0.001      | 無人      | 58           |          | 北緯30度45分02秒 東経130度06分07秒 / 北緯30.75056度 東経130.10194度       |
| 節内の全座標を示した地図 - OSM 節内の全座標を出力 - KML 表示 |            |            |           |              |          |                                                                           |
| 節内の全座標を示した地図 - OSM                               |            |            |           |              |          |                                                                           |
| 節内の全座標を出力 - KML                                     |            |            |           |              |          |                                                                           |
| 表示                                                         |            |            |           |              |          |                                                                           |

## 歴史
この地域の歴史は古く、現在の日本本土側の縄文文化の影響も遺跡に見られる。
日本古代の『続日本紀』699年(文武天皇3年)には多褹（たね、種子島）が掖玖（やく、屋久島）・菴美・度感（どく、徳之島）などの島々と共に朝廷に朝貢し位階を授けたと記されている。また、大宝2年（702年）には「薩摩と多褹が化を隔てて命に逆らう。是に於いて兵を発して征討し、戸を校して吏を置けり」とあり、この地域が九州南部の先住民（隼人、熊襲などか）と連合してヤマト王権に反乱し征服されたと推定される。この反乱により平定された種子島・屋久島が令制国・多禰国（たねのくに）に組み込まれる。また、九州南部も日向国からが唱更国（後の薩摩国）が分国され、さらに和銅6年（713年）にはそこから大隅国が分国される。720年（養老4年）には九州南部で隼人の反乱。後の824年（天長元年）に、多禰国の領域は大隅国に編入となる。
なお、口永良部島は、古代は屋久島（多禰国）と共にあり天長元年（824年）に多禰国四郡が大隅国二郡に再編された際に共に編入されたと推定されるが、史料上大隅国と確定するのは1702年（元禄15年）編纂の「元禄国絵図大隅国」である。馬毛島は種子島氏が支配していた（よって大隅国と推定）が無定住島である期間が長くはっきりしない（明治期以降、鹿児島県熊毛郡から西之表市）。